# 凤凰琴
《凤凰琴》是1994年上映的中国大陆剧情片，由何群执导，李保田、王学圻、剧雪、修宗迪、丁嘉丽等主演。该片根据刘醒龙同名小说《凤凰琴》改编，讲述了乡村教师对教育事业无私奉献的故事。曾获1994年第14届中国电影金鸡奖最佳故事片奖。